# ديكسي كورنيل غيبهارت
ديكسي كورنيل غيبهارت (بالإنجليزية: Dixie Cornell Gebhardt)‏ هي مصممة أمريكية، ولدت في 18 نوفمبر 1866 في كنوكسفيل في الولايات المتحدة، وتوفيت في 16 أكتوبر 1955.